# Ampflwang im Hausruckwald
Ampflwang im Hausruckwald je městys v rakouské spolkové zemi Horní Rakousy, v okrese Vöcklabruck. Žije zde přibližně 3 400 obyvatel.

## Obyvatelstvo
K 1. lednu 2014 zde žilo 3 408 obyvatel.

## Politika
Obecní zastupitelstvo má 25 členů.

### Starostové
- 1997 až 2015 Rosemarie Schönpass (SPÖ)
- od roku 2015 Monika Pachinger (SPÖ)[3]